# Quỳnh đỏ
Quỳnh đỏ (danh pháp khoa học: Disocactus ackermannii) là một loài thực vật có hoa trong họ Cactaceae. Loài này được (Lindl.) Ralf Bauer mô tả khoa học đầu tiên năm 2003.

## Hình ảnh

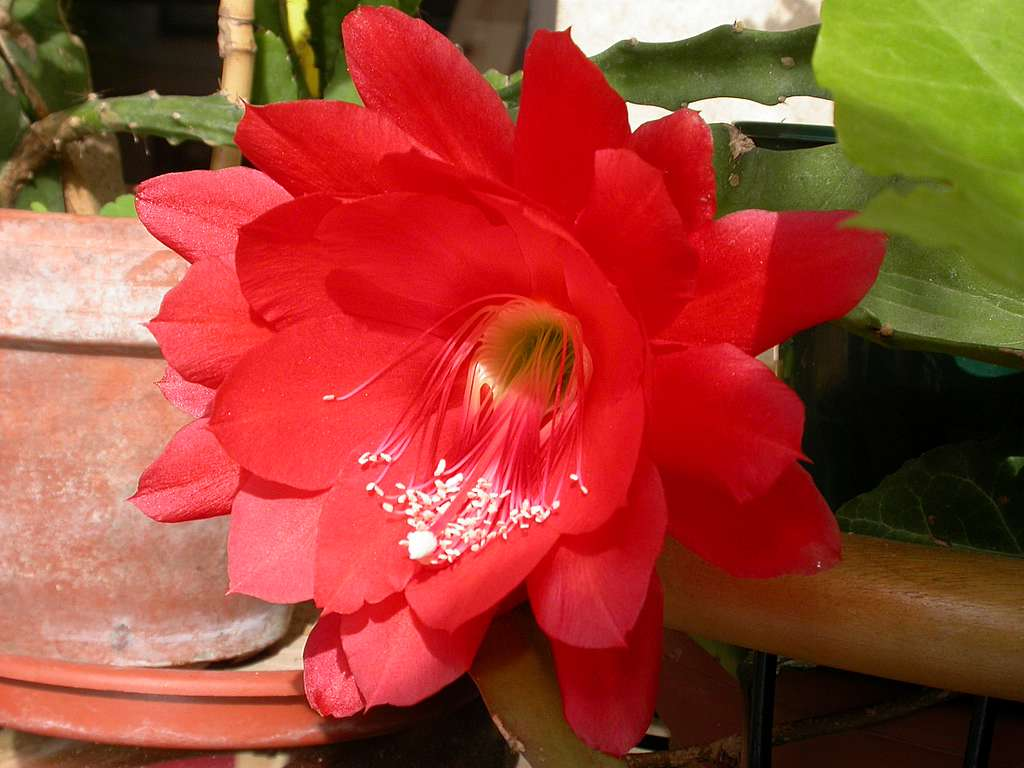
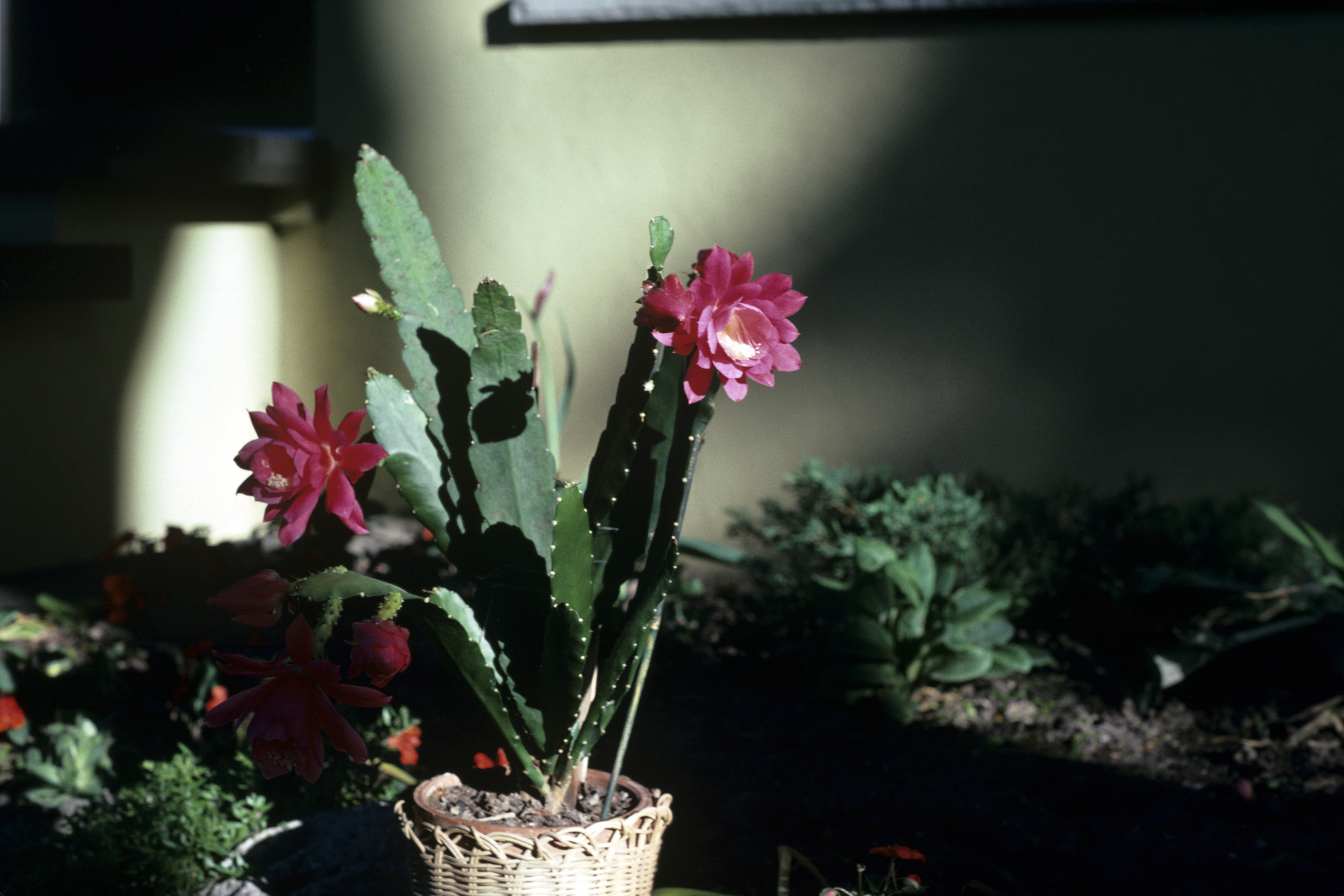
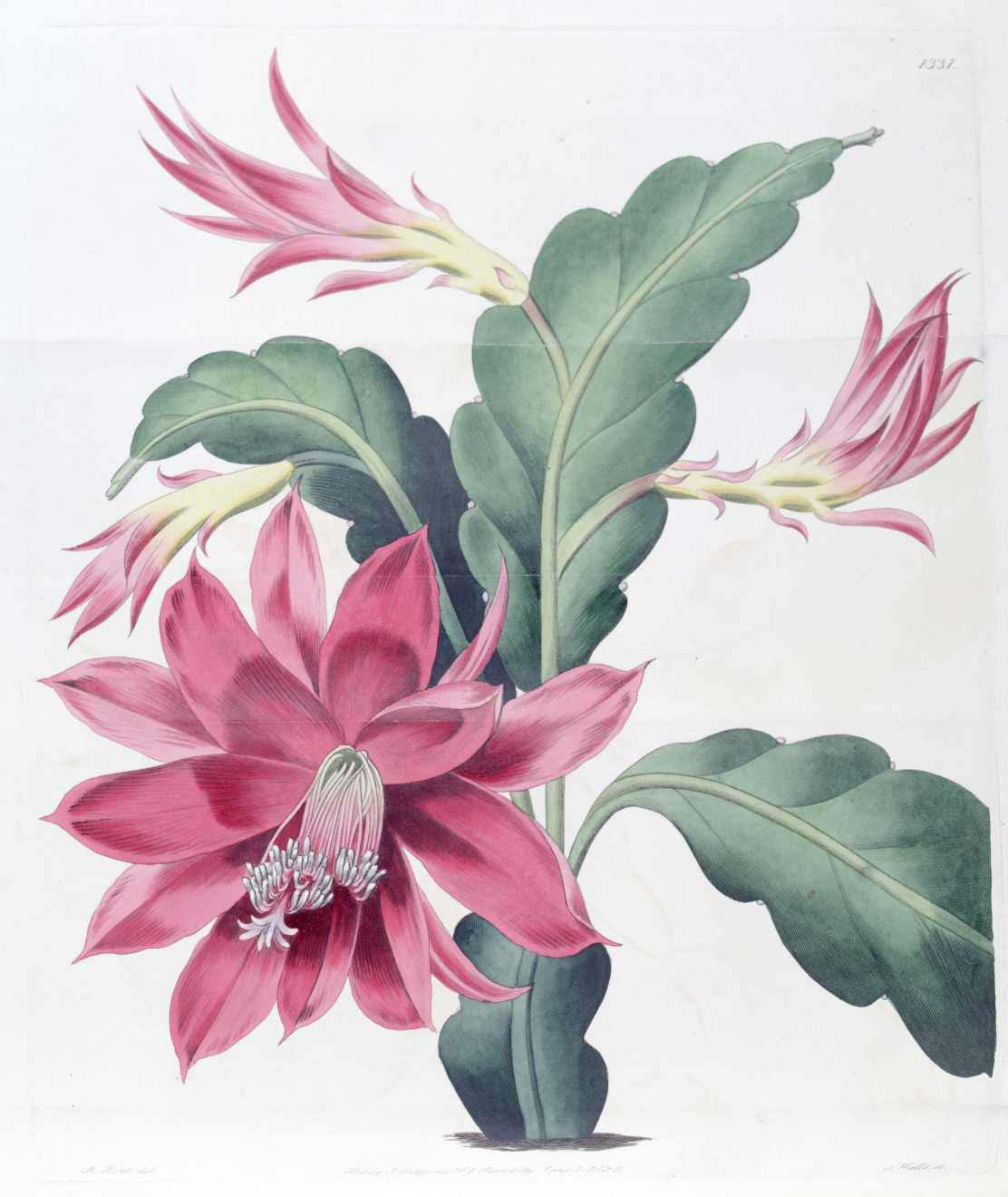
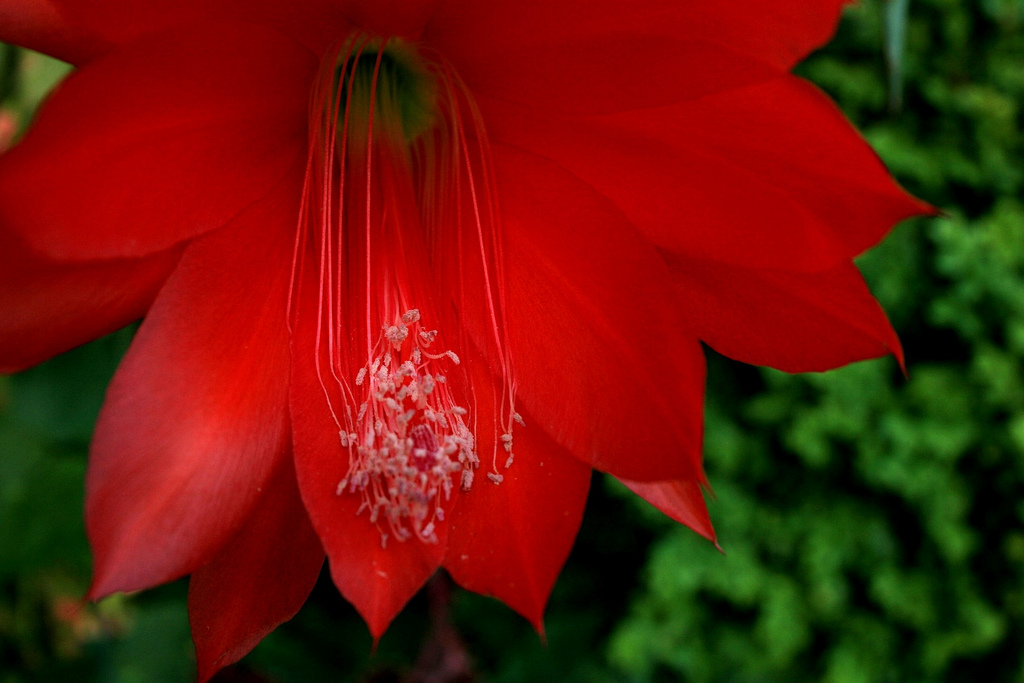